# 平和食品工業
平和食品工業株式会社（へいわしょくひんこうぎょう）は、東京都世田谷区に本社を置く日本の食品メーカー。主に業務用の調味料を製造販売しており、近年はプライベートブランド商品の製造・開発などにより家庭用食品への進出も図っている。

## 概要
1931年（昭和6年）創業。創業者の加藤栄吉が文京区小石川で家庭用カレー粉「キンケイカレー」）を製造販売したことに始まる。1937年（昭和12年）には商号を「金鶏商会」とし、戦後の1947年（昭和22年）に株式会社化。給食・レストラン用などの業務用カレー製造へ進出した。
加藤が金鶏の名称を使ったのは、加藤の先代が旧姫路藩士の江戸詰めであったため、姫路藩の下屋敷があった小石川原町の藩邸内に小屋敷を賜っていたが、この邸内の古井戸から金の鶏が出たとの言い伝えがあり、時の金鶏学院学監で加藤の後援者であった安岡正篤から、この故事を引用し商号にするようにとの勧めを受け、商号および商品名とした。

### 事業所
- 本社
  - 東京都世田谷区等々力4丁目6番1号
- 営業所
  - 大阪営業所：大阪市淀川区西中島4丁目5番27号
  - 東北営業所：仙台市青葉区上杉3丁目3番21号
- 工場
  - 草加工場：埼玉県草加市青柳2丁目14番6号
  - 坂戸工場：埼玉県坂戸市千代田5丁目4番39号

## 沿革
- 1931年（昭和6年） - 創業者である加藤栄吉が南洋で得た知識・経験を基に、文京区小石川原町（現在の文京区白山・千石あたり）の自宅の一部を工場に改築してカレー粉「キンケイカレー」の製造を開始。
- 1935年（昭和10年） - 森永製菓との共同事業で、下落合に落合食品研究所を設立し、「森永カレー」「森永ソース」を製造。[要出典]
- 1937年（昭和12年） - 商号を金鶏商会とし[1]、渋谷区代々木富ヶ谷に工場を移設[1]。
主に森永食品工業株式会社の専属工場として粉末即席カレーを製造。[要出典]
- 1941年 - 横須賀の海軍軍需部管理工場に指定され、軍用カレー粉を製造。
- 1945年 - 工場が戦災（東京大空襲）により焼失。
- 1947年（昭和22年）9月 - 森村武次郎が荏原食品工業株式会社（現：コンパスグループ・ジャパン）を設立[2]。なお森村武次郎はエバラ食品工業創業者の森村國夫の兄である。この2社と金鶏商会の3社は互いに資本関係こそないものの、ルーツを同じくする食品製造会社として繋がりを持ってきた[3]。
- 1947年（昭和22年）10月 - 資本金50万円で株式会社金鶏商会を設立[1]。加藤が個人事業を法人化し事業を再開する。
- 1953年（昭和28年）- 加藤栄吉が病没。[要出典]関連会社の株式会社金鶏を設立した山崎雅司が、設備を借り受けて事業を承継。[要出典]
- 1953年（昭和28年）4月 - 荏原食品工業株式会社がキンケイ食品工業株式会社に商号変更[2]。
- 1956年（昭和31年）12月 - 株式会社金鶏商会を、キンケイ食品工業株式会社の代表取締役であった森村武次郎が経営することとなる[1][3]。自社の即席カレー（カレールウの旧呼称）の原料である純カレー（カレー粉の専門用語）の専属製造工場とした。
ほかに当時製造していた商品は「キンケイ海老入焼きめしの素」「キンケイ七味唐がらし」「PETTYラード」「キンケイ中華スープの素」など。
- 1968年（昭和43年）11月 - 富ヶ谷工場を売却し埼玉県草加市に新工場を建設。本社を世田谷区北沢へ移転[1]。
業務用の純カレー粉、胡椒、即席カレー、和辛子、練からし、七味唐からし、ラーメンスープ、うどんスープなどを製造。「肉屋の即席カレー」「ボンベイカレー」を販売。
- 1971年（昭和46年）4月 - 株式会社金鶏商会が平和食品工業株式会社（旧）を吸収合併し、金鶏商会が平和食品工業株式会社（新）へ商号変更[1]。
当時の商標は「QQQ］「ポインター」「みかどきじ」「パコダボンベイ」「GOLDEN ELEPHANT」など。
- 1975年（昭和50年）5月 - 本社を渋谷区東へ移転[1]。
- 1976年（昭和51年）7月	- 森村憲二が代表取締役に就任[1]。
- 1986年（昭和61年）8月 - 本社を目黒区青葉台へ移転[1]。
- 1988年（昭和63年）4月 - 大阪営業所を大阪市淀川区木川東に開設[1]。
- 1993年（平成5年）10月 - 東北営業所を仙台市青葉区に開設[1]。
- 2000年（平成12年）8月	- 東北営業所を仙台市青葉区上杉へ移転[1]。
- 2002年（平成14年）7月 - 東京都世田谷区等々力に購入したビルへ本社を移転[1]。
- 2003年 - 埼玉県坂戸市の朝日食品工業株式会社から坂戸工場を譲受。平和食品工業坂戸工場として操業開始[1]。
- 2021年（令和3年）6月 - 森村荘太郎が代表取締役社長に就任[1]。

## 主な商品
- 香辛料シリーズ - 純カレー粉、胡椒、一味唐からし、七味唐からし、洋がらし、和がらし
- カレールウシリーズ - 固形カレー、フレークカレー、ペーストカレー，顆粒カレー、無塩カレー、無添加カレー
- レトルトカレーシリーズ - ビーフカレー、レストランカレー、具連隊カレー、カレーうどん）
- ラーメン用スープシリーズ - 味噌ラーメン、醤油ラーメン、塩ラーメン、とんこつラーメン、豆乳ラーメン、担担麺、広東ラーメン、北京ラーメン、キムチラーメン、カレーラーメン、トマト味噌ラーメン、ちゃんぽん
- たれ・ソース - 焼肉のたれ、焼き鳥のたれ、お好み焼きのソース、オイスターソース、棒々鶏ソース
- スープ - 豚がらスープ、鶏がらスープ、ホタテ・しいたけスープ
- 冷し中華シリーズ - 醤油、黒酢、胡麻、棒々鶏、ざる中華
- その他 - そばつゆ、めんつゆ、わかめ、メンマ、など